# Elvis Penava
Elvis Penava (Rijeka, 20. ožujka 1980.) je hrvatski jazz gitarist i skladatelj.

## Životopis
Godine 2001. primljen je na University of Music and Dramatic Arts u Grazu, smjer jazz gitare, gdje je i diplomirao s titulom Bakalaureata (cum laude). Sudjelovao je kao predstavnik Graza na International Association of Schools of Jazz Meeting 2005. u Krakowu pod vodstvom Davida Liebmana. 
Od 2004. stalni je član HGM jazz orkestra (orkestar koji je osnovala Hrvatska glazbena mladež), s kojim je, osim diljem Europe, nastupao i u Indoneziji, Italiji, Austriji, Švedskoj, Belgiji te Sjedinjenim Američkim Državama (New York).

Uz HGM jazz orkestar imao je prilike raditi s nekim od najvećih imena svjetske jazz i fusion scene npr. Peter Erskine, David Liebman, Randy Brecker, Yellowjackets, John Riley, Dick Oatts, Bobby Shew, Michael Mossman, Peter Herbolzheimer, Gustavo Bergalli, Victor Villena, Don Menza, Deborah Brown, John Thomas, Jim McNeely i mnogi drugi.
Elvis je svirao u raznim formacijama s najistaknutijim hrvatskim jazz glazbenicima kao što su Boško Petrović, Miro Kadoić, Saša Nestorović, Davor Križić, Kruno Levačić te mnogi drugi. 
Član je grupe Jujuphonics, nagrađene na internacionalnom natjecanju Biberbach Jazzpreis u Njemačkoj.
Godine 2006. svira i snima album s European Jazz Orchestra, s kojim održava i turneju od 17 koncerata diljem Europe (Danska, Švedska, Njemačka, Nizozemska, Wales, Engleska i Škotska). Orkestar je vodio Barry Forgie, dirigent BBC-jeva Big Banda.
Godine 2007. izabran između više stotina kandidata da nastupi u finalu Montreux Jazz Guitar Competitiona, uz još šestoricu gitarista iz cijelog svijeta. Žiri su predvodili George Benson i Vernon Reid. 
Vodi svoj trio (Elvis Penava Trio) i suosnivač je grupe Satellite ( w/ Janko Novoselić, Goran Rukavina, Sava Miletić).  
Ostali sastavi u kojima svira: Tobogan, MiroKado Quartet, Marko Lazarić trio, duo s Astrid Kuljanić, MatMar i LessThanAMinute.

## Diskografija
- 2008. Monster In The Garden - MiroKado Quartet

## Nagrade
- 2008. na dodjeli nagrade "Status" izabran je od svojih kolega dobitnika iz svih kategorija instrumenta za Najinstrumentalistu 2007.

## Vanjske poveznice
- http://www.myspace.com/elvispenava